# عري بطولي

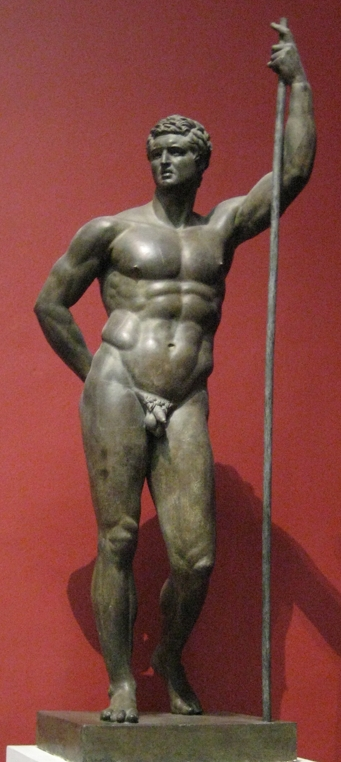

العُري البطولي أو العُري المثالي هو مصطلح في دراسات العصور القديمة لوصف التماثيل العارية الكلاسيكية التي تُجسد أبطالًا أو آلهة أو كائنات شبه مُقدسة. بدأ هذا التقليد في اليونان القديمة والكلاسيكية واستمر ظهوره في تماثيل العصر الهلنستي والروماني. يعَد وجود التقليد أو مَنشأه موضوع جدل علميّ.
في الفن اليوناني القديم، نُقِشت صور المحاربين أثناء قتالهم شبه عارين على المزهريات، وهو ما لم يكن في الواقع اللباس اليوناني. وفي سياقات أخرى، نُحِتَت تماثيل أُطلق عليها اسم كوروس، على هيئة الشباب في صورة مثالية (دون النساء)، وكانت الصور الدينية لبعض الآلهة الذكور في المعابد عارية. في وقت لاحق، مُنحت التماثيل التي جسدت الأثرياء، بما في ذلك الأُسر الإمبراطورية الرومانية، أجسادًا عارية مثالية، وحاليًا تضمنت هذه التماثيل النساء أيضًا. كانت الأجساد دائمًا شابة ورياضية، لم تُنحت الأجساد المُسنة أبدًا. لاحظ بليني الأكبر إدخال الطراز اليوناني إلى روما.
كانت لوحة أغنولو برونزينو التي رسمها لأندريا دوريا على شكل هيئة نبتون (1530 ميلادي) مثالًا نادرًا لعصر النهضة، ولكن أُعيد إحياء الاصطلاح، الذي حدده واضع النظرية الكلاسيكية الجديدة، يوهان يواكيم وينكلمان، في الفن الكلاسيكي الحديث. مثال على ذلك تمثال كانوفا لنابليون على هيئة صانع السلام أو مارس (إله الحرب عند الرومان).

## الاصطلاح
اعتُقِدَ في كثير من الأحيان أن العُري شكَّل جانبًا مهمًا من جوانب الحضارة اليونانية، تكرر ظهوره في أماكن مثل مدارس الجمنازيوم، وعند المنافسة في الألعاب. أثر هذا المفهوم في المرأة كما أثر في الرجل؛ فصُوِّرت الإناث على هيئة فينيس (آلهة الحب والجمال عند الرومان) وغيرها من الآلهة الإناث.
تؤدي التماثيل الرومانية مثل جنرال تيفولي أو ديلوس «رياضي زائف»، إلى تجاور غريب في التماثيل النصفية الواقعيّة للغاية في النمط الروماني (إظهار العيوب للرجال، أو مع تسريحة شعر مُفصلة للمرأة) مع جسد مثالي مثل الآلهة في الأسلوب اليوناني. لم تُنحت الأعضاء التناسلية الذكورية بشكل كبير مُبالغ فيه لفصل الواجهة النبيلة والمتواضعة عن المفهوم في الثقافة اليونانية الذي مفاده أن الهبات الكبرى تنتمي إلى خصائص بدائية وهمجية.
تغير المفهوم ولم تقتصر التماثيل على الأبطال فحسب، بل وُجدَت تماثيل تظهر الأعداء البرابرة الشجعان المهزومين بشكلٍ مثير للشفقة، مثل غول الهالك. رفض تونيو هولشر هذا المفهوم للفن اليوناني كُليًّا في القرن الرابع قبل الميلاد وما قبله.
سَمح العُري البطولي للنحاتين اليونانيين بإظهار شخصية الشخص بدقة أكبر، من دون التمويه أو القيمة المضافة التي كانت تُعطيها الملابس.